# Orthochirus samrchelsis
Orthochirus samrchelsis – gatunek skorpiona z rodziny Buthidae.
Gatunek ten opisany został w 2004 roku przez Františka Kovaříka.
Skorpion o ciele długości około 35 mm. Ma żółte do żółtawoszarych nogogłaszczki i odnóża oraz czarne przedodwłok i zaodwłok z rudobrązowym telsonem. Przy tylnej krawędzi piątego sternitu przedodwłoka często występuje żółty, trójkątny znak. Powierzchnie karapaksu i przedodwłoku, z wyjątkiem rejonu międzyocznego, ma gęsto granulowane. Czwarty i piąty segment zaodwłoka mają spód pozbawiony środkowego żeberka i punktowania, a u dorosłych też granulowania. Środkowo-grzbietowa część zaodwłoka jest gładka. Na udach nogogłaszczków występują 4 żeberka, na rzepce 7, a na szczypcach brak żeberek. Palce ruchome mają 9–10 rzędów granulek z 2–3 granulkami dystalnymi. Liczba ząbków grzebieni wynosi 17–19. Pierwsze człony stóp wszystkich odnóży krocznych mają grzebyki ze szczecinek.
Pajęczak znany tylko z afganistańskiej prowincji Nangarhar.